# Neuilly-la-Forêt
Neuilly-la-Forêt là một xã của Pháp nằm trong département Calvados và vùng Normandie.

## Dân số
| Năm | 1962 | 1968 | 1975 | 1982 | 1990 | 1999 |
| --- | ---- | ---- | ---- | ---- | ---- | ---- |
| Dân số | 704  | 675  | 564  | 505  | 481  | 444  |
| From the year 1962 on: No double counting—residents of multiple communes (e.g. students and military personnel) are counted only once. |      |      |      |      |      |      |